# Циммер, Габриэла
Габриэла (Габи) Циммер (нем. Gabriele «Gabi» Zimmer; род. 7 мая 1955, Восточный Берлин) — немецкий политический и общественный деятель, депутат Европарламента от партии Левые (die Linke), с марта 2012 года — председатель фракции партий Европейские объединённые левые/Лево-зелёные Севера в Европарламенте.

## Биография
После окончания средней школы Габи Циммер в 1973 году поступает в Университет Карла Маркса в Лейпциге, где изучает лингвистику, специализируясь на русском и французском языках. В 1977 году оканчивает обучение дипломированным специалистом. Затем некоторое время работает на народном предприятии (VEB) Зимсон им. Эрнста Тельмана по производству охотничьего и спортивного оружия в Зуле. В 1981—1987 является редактором газеты этого предприятия.

## Партийная деятельность
В 1981 году Габи Циммер вступает в СЕПГ. В 1987—1989 годах она — член комитета партии на своём предприятии в Зуле, в ноябре 1989 она избирается секретарём парторганизации. С февраля 1990 года Габриэла — председатель партийного комитета ПДС округа Зуль, с июля 1990 и по декабрь 1998 года — председатель земельной парторганизации ПДС в Тюрингии. Параллельно с 1997 по 2000 год Г.Циммер занимает пост заместителя председателя ПДС. 14 октября 2000 она избирается председателем партии. Однако после поражения ПДС на выборах в бундестаг в 2002 году, не преодолевшей 5%-ный барьер и таким образом не прошедшей в парламент как фракция, последующей затем внутрипартийной борьбы между правым и левым крылом, Габи отказывается на чрезвычайном съезде ПДС 7 мая 2003 года от возможности вновь выставить свою кандидатуру на выборах председателя партии. Этот пост вновь занимает Лотар Биски.
С 1990 и по 2004 год Г.Циммер является депутатом ландтага земли Тюрингия, где в 1999—2000 занимает пост председателя фракции ПДС. На выборах в Европарламент в 2004, 2009 и 2014 годах она избирается депутатом от партии Левые. В Европарламенте Г.Циммер является членом Комитета по вопросам занятости и социальным вопросам, а также Президентской конференции.
По своим религиозным убеждениям Г.Циммер — атеист. Замужем, имеет двоих детей.